# Levalõpme
Koordinaten: 58° 37′ N, 23° 14′ O
Levalõpme (deutsch Lewalöpma) ist ein Dorf (estnisch küla) auf der drittgrößten estnischen Insel Muhu. Es gehört zur gleichnamigen Landgemeinde (Muhu vald) im Kreis Saare (Saare maakond).
Der Ort hat 33 Einwohner (Stand 31. Dezember 2011).